# Charlotte van Liegnitz-Brieg-Wohlau

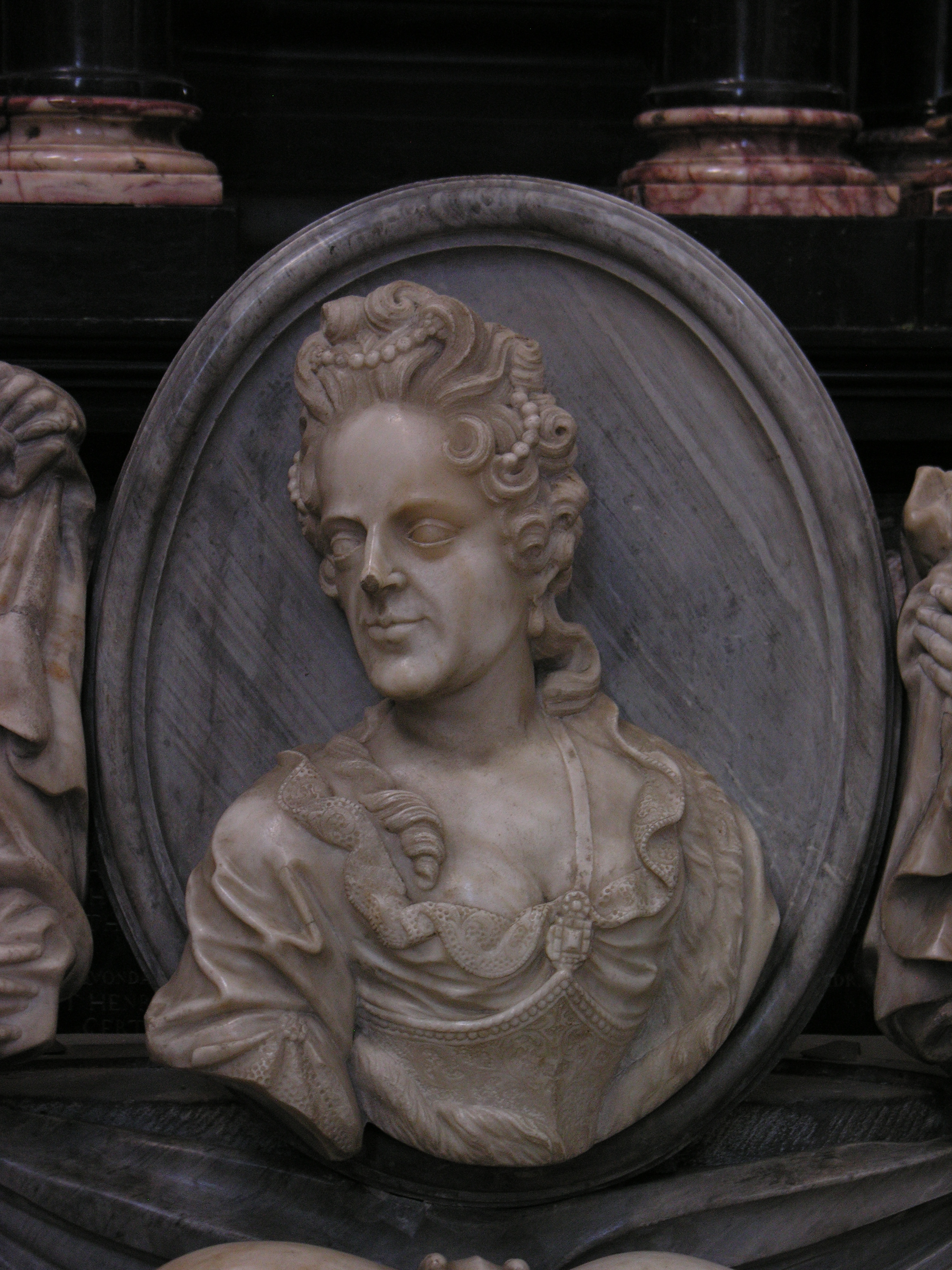
Graftombe van Charlotte van Liegnitz-Brieg-Wohlau.

Charlotte van Liegnitz-Brieg-Wohlau (Brieg, 2 december 1652 - Breslau, 24 december 1707) was hertogin van Liegnitz, Brieg en Wohlau. Ze was het laatste lid van de Silezische tak van het huis Piasten.

## Levensloop
Charlotte was de dochter van hertog Christiaan van Brieg en Louise van Anhalt-Dessau, dochter van vorst Johan Casimir van Anhalt-Dessau. Na de dood van haar vader in februari 1672 werd haar jongere broer George Willem hertog van Liegnitz, Brieg en Wohlau, onder het regentschap van haar moeder.
Op 14 juli 1672 huwde ze in het geheim en zonder toestemming van haar moeder met hertog Frederik van Sleeswijk-Holstein-Sonderburg-Wiesenburg (1652-1724), die ze eind 1671 had leren kennen toen hij tijdens een reis naar Hongarije in het Slot van Brieg verbleef. Hoewel het bruidspaar protestants was, werd het huwelijk voltrokken door een katholieke priester. Dit bracht haar moeder in de problemen. De Silezische Staten en de voogdijraad van haar zoon verweten Louise zwakheid en pleitten voor haar afzetting als regentes. Deze omstandigheden zorgden er uiteindelijk voor dat Charlottes jongere broer George Willem voortijdig volwassen werd verklaard. 
Op 10 mei 1673 werd het huwelijk van Charlotte en Frederik gelegaliseerd en op 15 juli van dat jaar werden hun trouwakte aanvaard door keizer Leopold I. Ze kregen een zoon Leopold (1674-1744), die naar de keizer van het Heilige Roomse Rijk vernoemd werd. Het huwelijk bleek echter geen succes en in augustus 1680 werd met de toestemming van keizer Leopold I de formele scheiding uitgesproken. Haar zoon werd echter onder de voogdij van zijn vader geplaatst.
In november 1675 overleed haar broer George Willem. Door zijn jonge leeftijd was hij ongehuwd en kinderloos gebleven, waardoor de Silezische Piasten in de mannelijke lijn uitstierven. Charlotte onderzocht de mogelijkheid of ze haar broer kon opvolgen als hertogin van Liegnitz, Brieg en Wohlau, maar keizer Leopold I verwierp haar plannen en annexeerde George Willems bezittingen. Nadat ze in 1680 was gescheiden, kreeg van de keizer wel een jaarlijks salaris van 6000 daalders toegewezen. Vanaf dan resideerde ze in Breslau, waar ze een bescheiden leven leidde en aan liefdadigheid deed.
Charlotte overleed in december 1707 in Breslau. Ze was het laatste lid van het huis Piasten en werd bijgezet in de Hedwigskapel van het klooster van Trebnitz.